# ويسنر (لويزيانا)
ويسنر (بالإنجليزية: Wisner town, Louisiana)‏ هي بلدة تقع بولاية لويزيانا في الولايات المتحدة. تبلغ مساحتها 2.06 كم2، وترتفع عن سطح البحر 22.86 م، بلغ عدد سكانها 964 نسمة في عام 2010 حسب إحصاء مكتب تعداد الولايات المتحدة وتصل الكثافة السكانية فيها 468 نسمة لكل كيلومتر مربع (1,212.1/ميل2).

## التركيبة السكانية
حدّد مكتب تعداد الولايات المتحدة بيانات التركيبة السكانية لويسنر في تعداد الولايات المتحدة. في ما يلي، التركيبة السكانية حسب تعدادي 2000 و2010.

### تعداد عام 2000
بلغ عدد سكان ويسنر 1,140 نسمة بحسب تعداد عام 2000، وبلغ عدد الأسر 398 أسرة وعدد العائلات 280 عائلة مقيمة في البلدة. في حين سجلت الكثافة السكانية 553.4 نسمة لكل كيلومتر مربع (1,433.3/ميل2). وبلغ عدد الوحدات السكنية 456 وحدة بمتوسط كثافة قدره 221.4 لكل كيلومتر مربع (573.4/ميل2).
وتوزع التركيب العرقي للبلدة بنسبة 63.33% من البيض و35.53% من الأمريكيين الأفارقة و0.18% من الأمريكيين الأصليين و0.09% من الأعراق الأخرى و0.88% من عرقين مختلطين أو أكثر و1.40% من الهسبانيون أو اللاتينيون من أي عرق.
بلغ عدد الأسر 398 أسرة كانت نسبة 38.9% منها لديها أطفال تحت سن الثامنة عشر تعيش معهم، وبلغت نسبة الأزواج القاطنين مع بعضهم البعض 47.2% من أصل المجموع الكلي للأسر، ونسبة 19.6% من الأسر كان لديها معيلات من الإناث دون وجود شريك، بينما كانت نسبة 3.5% من الأسر لديها معيلون من الذكور دون وجود شريكة وكانت نسبة 29.6% من غير العائلات. تألفت نسبة 26.9% من أصل جميع الأسر من عدة أفراد يعيشون في نفس المنزل ونسبة 12.8% كانت تتألف من شخص يعيش بمفرده يبلغ من العمر 65 عاماً أو أكثر. وبلغ متوسط حجم الأسرة المعيشية 2.57، أما متوسط حجم العائلات فبلغ 3.11.
بلغ العمر الوسطي للسكان 40.0 عاماً. وكانت نسبة 26.8% من القاطنين تحت سن الثامنة عشر، وكانت نسبة 6.8% بين الثامنة عشر والرابعة والعشرين عاماً، ونسبة 23.4% كانت واقعةً في الفئة العمرية ما بين الخامسة والعشرين والرابعة والأربعين عاماً، ونسبة 19.1% كانت ما بين الخامسة والأربعين والرابعة والستين، ونسبة 13.4% كانت ضمن فئة الخامسة والستين عاماً فما فوق. يوجد لكل 100 أنثى 88.9 ذكر، ويوجد لكل 100 أنثى في الثامنة عشر من عمرها فما فوق 82.7 ذكر.
بلغ متوسط دخل الأسرة في البلدة 21,654 دولارًا، أما متوسط دخل العائلة فبلغ 23,929 دولارًا. وكان متوسط دخل الذكور 25,938 دولارًا مقابل 15,156 دولارًا للإناث. وسجل دخل الفرد الخاص بالبلدة 10,528 دولارًا. وكانت نسبة 30.2% من العائلات ونسبة 38.7% من السكان تحت خط الفقر، وكان من هؤلاء نسبة 58.3% تحت سن الثامنة عشر ونسبة 18.1% في الخامسة والستين من العمر وما فوق.

### تعداد عام 2010
بلغ عدد سكان ويسنر 964 نسمة بحسب تعداد عام 2010، وبلغ عدد الأسر 360 أسرة وعدد العائلات 220 عائلة مقيمة في البلدة. في حين سجلت الكثافة السكانية 468 نسمة لكل كيلومتر مربع (1,212.1/ميل2). وبلغ عدد الوحدات السكنية 433 وحدة بمتوسط كثافة قدره 210.2 لكل كيلومتر مربع (544.4/ميل2).
وتوزع التركيب العرقي للبلدة بنسبة 55.08% من البيض و43.78% من الأمريكيين الأفارقة و0.10% من الأمريكيين الأصليين و0.10% من الأمريكيين ذوي الأصول الآسيوية و0.21% من سكان جزر المحيط الهادئ و0.73% من عرقين مختلطين أو أكثر و1.35% من الهسبانيون أو اللاتينيون من أي عرق.
بلغ عدد الأسر 360 أسرة كانت نسبة 32.8% منها لديها أطفال تحت سن الثامنة عشر تعيش معهم، وبلغت نسبة الأزواج القاطنين مع بعضهم البعض 33.9% من أصل المجموع الكلي للأسر، ونسبة 23.1% من الأسر كان لديها معيلات من الإناث دون وجود شريك، بينما كانت نسبة 4.2% من الأسر لديها معيلون من الذكور دون وجود شريكة وكانت نسبة 38.9% من غير العائلات. تألفت نسبة 34.7% من أصل جميع الأسر من عدة أفراد يعيشون في نفس المنزل ونسبة 13.9% كانت تتألف من شخص يعيش بمفرده يبلغ من العمر 65 عاماً أو أكثر. وبلغ متوسط حجم الأسرة المعيشية 2.43، أما متوسط حجم العائلات فبلغ 3.17.
بلغ العمر الوسطي للسكان 44.0 عاماً. وكانت نسبة 24.6% من القاطنين تحت سن الثامنة عشر، وكانت نسبة 7.7% بين الثامنة عشر والرابعة والعشرين عاماً، ونسبة 19.2% كانت واقعةً في الفئة العمرية ما بين الخامسة والعشرين والرابعة والأربعين عاماً، ونسبة 25% كانت ما بين الخامسة والأربعين والرابعة والستين، ونسبة 23.5% كانت ضمن فئة الخامسة والستين عاماً فما فوق. وتوزع التركيب الجنسي للسكان بنسبة 45.7% ذكور و54.3% إناث.